# Forelius rufus
Forelius rufus é uma espécie de formiga do gênero Forelius.